# Чуприя
Чуприя (на сръбски: Ћуприја или Ćuprija), в българската историография познат като Кюприя, също Равно или Равна (старобългарско наименование Равън) е град в Поморавски окръг, Сърбия, разположен в историко-географската област на Поморавието.
Градът се намира на устието на река Раваница при нейното вливане във Велика Морава. Той е административен център на едноименната община Чуприя. Има население от 20 585 души (2011).

## География
Чуприя традиционно, но неточно, се счита за краен български предел, особено по време на османското владичество – виж Велика Морава. Средновековният Равно е разположен непосредствено след Баграданската клисура, в самото начало на Ягодинското поле. По тази причина, в тесен смисъл, той се е считал за северен предел на Поморавието, в различие от долноморавската котловина с нейните 2 исторически области, вляво и вдясно по брега на Морава – Белградска и Браничевска. Непосредствено след брода на реката (където е построен и моста), се навлиза в Баграданската клисура, а след нея и Баточина вляво, нагоре по течението на Лепеница се навлиза в Шумадия.
- Главната улица
- Училище „Джура Якшич“

## История
Чуприя възниква през античността, когато на мястото на днешния град е разположен римски гарнизон, който по-късно прераства в град под името Horreum Margi, т.е. в буквален превод – Моравска житница. През средновековието градът носи името Равно (на латински: Rabnel, Rabinel).
На 25 юли 1189 година, след преход през Българската гора от Браничево, кръстоносната армия на третия поход към светите земи се добира дотам. От 25 до 27 юли 1189 година в града-крепост пребивава Фридрих I Барбароса с кръстоносната си армия. Там той има 3 важни дипломатически пратеничества – на унгарския крал Бела III, на византийския император Исак II Ангел (Йоан Дука) и на сръбския велик жупан Стефан Неманя, чийто пратеници се върнали обратно към сръбските земи по брод през Морава.
През 15 век днешният град Чуприя е завладян от османците, които изграждат мост, откъдето идва съвременното му название köprü – кьопрю/кюприя, на турски означава „мост“. По време на Второто сръбско въстание именно в Чуприя Милош Обренович сключва устно споразумение с Високата порта, с което се дава автономия на населението в Белградския пашалък.